# 高梁警察署
高梁警察署（たかはしけいさつしょ）は、岡山県警察が管轄する警察署の一つである。

## 所在地
- 岡山県高梁市段町1017番地1

## 管轄区域
- 高梁市

## 沿革
- 1876年6月 第4警察出張所を設置。
- 1877年2月 高梁警察署に改称。
- 1893年11月 下原分署が下原警察署（後の成羽警察署）として独立。
- 1948年3月 上房地区警察署と高梁町警察署に分離。
- 1951年10月 高梁町警察署を上房地区警察署に統合。
- 1954年7月1日 高梁警察署に改称。
- 1959年8月 成羽警察署を高梁警察署に統合。
- 2006年4月1日 真庭市のうち北房地区を真庭警察署に、加賀郡吉備中央町のうち賀陽地区を岡山北警察署（御津警察署から改称）に移管。

## 交番
（ ）の中は所在地。
- 高梁駅前交番（高梁市旭町）
  - 高梁市のうち間之町、旭町、伊賀町、石火矢町、内山下、奥万田町、落合町阿部、落合町福地、落合町近似、落合町原田、御前町、柿木町、鍜冶町、片原町、上谷町、川端町、甲賀町、荒神町、小高下町、栄町、下谷町、下町、新町、高倉町大瀬八長（一部）、玉川町下切、玉川町玉、玉川町増原、大工町、段町、中間町、津川町今津（一部）、鉄砲町、寺町、中之町、中原町、浜町、原田南町、原田北町、東町、本町、正宗町、松原町大津寄、松原町神原、松原町春木（一部）、松原町松岡（一部）、松原通、松山、南町、向町、八幡町、弓之町、横町、頼久寺町、和田町
- 成羽交番（高梁市成羽町下原）
  - 高梁市のうち成羽町上日名、成羽町小泉（一部）、成羽町佐々木、成羽町下原、成羽町下日名、成羽町成羽、成羽町羽山、成羽町星原

## 駐在所
（ ）の中は所在地。
- 津川駐在所（高梁市津川町今津）
  - 高梁市のうち高倉町大瀬八長（一部）、高倉町田井（一部）、津川町今津（一部）、津川町八川
- 川面駐在所（高梁市川面町）
  - 高梁市のうち川面町、高倉町飯部、高倉町田井（一部）、松原町春木（一部）
- 宇治駐在所（高梁市宇治町宇治）
  - 高梁市のうち宇治町穴田、宇治町宇治、宇治町遠原、宇治町本郷、成羽町相坂、成羽町長地、成羽町小泉（一部）、成羽町羽根、成羽町布寄（一部）、松原町松岡（一部）
- 中井駐在所（高梁市中井町西方）
  - 高梁市のうち中井町津々、中井町西方
- 巨瀬駐在所（高梁市巨瀬町）
  - 高梁市のうち巨瀬町
- 有漢駐在所（高梁市有漢町有漢）
  - 高梁市のうち有漢町有漢、有漢町上有漢
- 坂本駐在所（高梁市成羽町坂本）
  - 高梁市のうち成羽町坂本、成羽町中野（一部）、成羽町吹屋
- 田原駐在所（高梁市成羽町布寄）
  - 高梁市のうち成羽町中野（一部）、成羽町布寄（一部）、備中町西山、備中町西油野、備中町東油野、備中町平川（一部）
- 地頭駐在所（高梁市川上町地頭）
  - 高梁市のうち川上町地頭、川上町臘数、川上町三沢、川上町吉木、川上町領家
- 仁賀駐在所（高梁市川上町仁賀）
  - 高梁市のうち川上町大原、川上町上大竹、川上町高山、川上町高山市、川上町下大竹、川上町七地、川上町仁賀
- 平川駐在所（高梁市備中町平川）
  - 高梁市のうち備中町平川（一部）
- 布賀駐在所（高梁市備中町布賀）
  - 高梁市のうち成羽町布寄（一部）、備中町志藤用瀬、備中町長屋、備中町布賀、備中町布瀬